# Maurice Fauré (Sportschütze)
Maurice Fauré (* 26. Juni 1859 in Chaville; † 1945) war ein französischer Sportschütze.

## Erfolge
Maurice Fauré nahm an den Olympischen Spielen 1912 in Stockholm sowie an den Olympischen Zwischenspielen 1906 in Athen teil. Bei letzteren trat er in zwölf Disziplinen an und gewann im Dreistellungskampf mit dem Freien Gewehr gemeinsam mit Léon Moreaux, Jean Fouconnier, Raoul de Boigne und Maurice Lecoq die Bronzemedaille im Mannschaftswettbewerb. In Stockholm war er in zwei Disziplinen mit der Duellpistole an den Start gegangen: das Einzel beendete er auf Rang 31, mit der Mannschaft wurde er Sechster.
Bei Weltmeisterschaften sicherte sich Fauré im Mannschaftswettbewerb mit der Freien Pistole 1901 in Luzern die Silber- und 1909 in Hamburg die Bronzemedaille.